# Assedio di Musashi-Matsuyama (1537)
L'assedio di Musashi-Matsuyama fu il primo di diversi assedi al castello di Matsuyama durante il Periodo Sengoku. Il clan Uesugi controllava il castello nel 1537, ma lo perse dopo l'assedio degli Hōjō; lo riprenderanno in seguito, anche se lo perderanno nuovamente nel 1563.
Durante l'assedio gli Uesugi tentarono inutilmente di mandare un messaggio di aiuto nel collare di un cane.